# Francisco II de Lorena

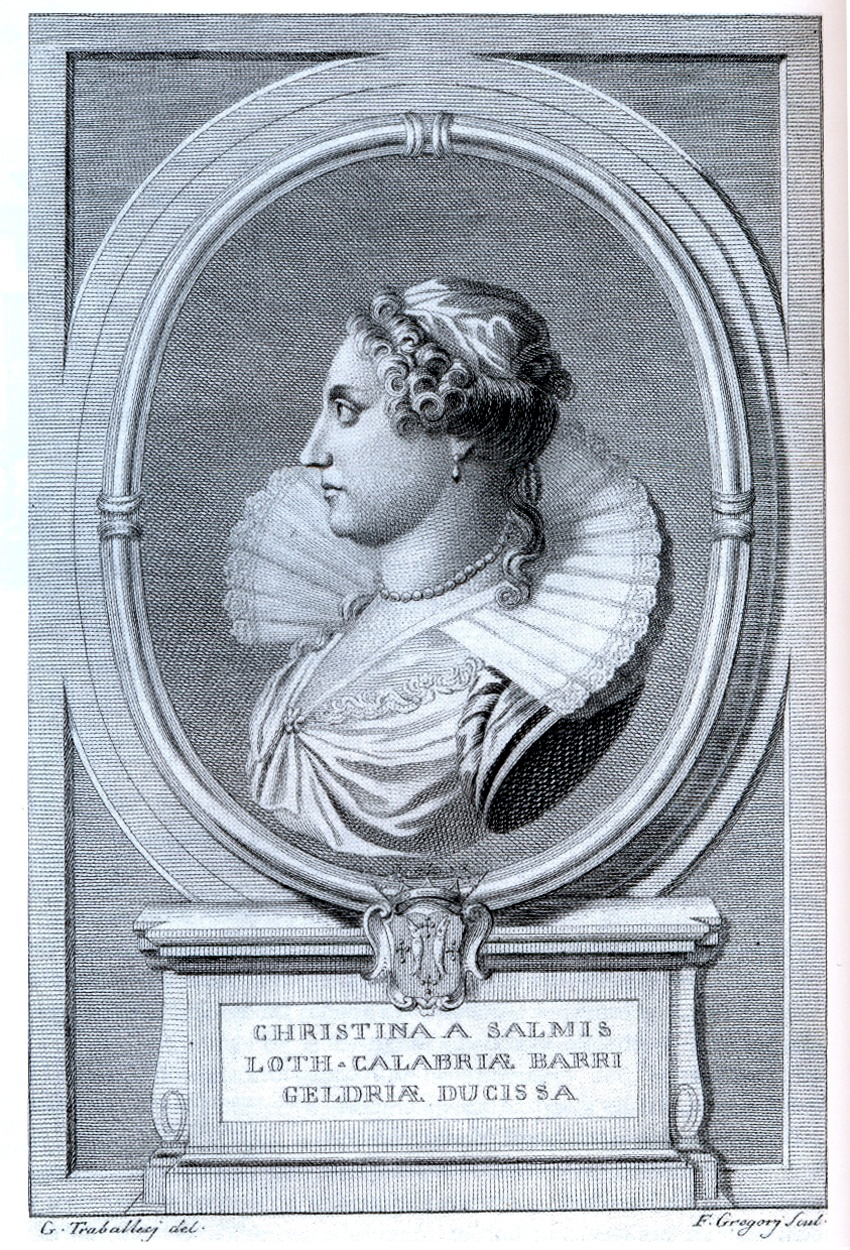
Grabado de su esposa, Cristina de Salm.

Francisco II (François de Lorraine;Nancy, 27 de febrero de 1572-Badonviller, 14 de octubre de 1632), fue duque de Lorena brevemente en 1624, abdicando rápidamente en favor de su hijo.

## Primeros años de vida
Fue el hijo menor de Carlos III de Lorena y su esposa la princesa Claudia de Valois. Recibió el título de conde de Vaudémont durante el reinado de su padre (1545–1608) así como durante el de su hermano mayor, Enrique II (1608–1624). Su padre lo nombró como su representante (teniente general) de Lorena, mientras en 1594 permaneció fuera del país. Ese mismo año fue Teniente General del rey francés en Toul y Verdún.

## Vida pública
Desde septiembre a octubre de 1606 estuvo en la misión diplomática de su padre en Inglaterra. En 1621 se peleó con su hermano Enrique II, quien se había convertido en duque en 1608, y fue a Alemania para combatir a los protestantes por el emperador.
La razón del enfrentamiento fue la intención de Enrique de casar a Carlos, el hijo de Francisco, con Nicole, la hija de Enrique II, y dejarle Lorena a ella, incluso aunque el testamento del duque Renato II había previsto una sucesión exclusivamente masculina. Enrique y su esposa Margarita Gonzaga tenía sólo hijas y las mujeres no podían heredar el ducado de Lorena y otros territorios diversos. Después de las negociaciones, el tema se resolvió y el matrimonio tuvo lugar pero la pareja no tuvo hijos y el ducado volvió al otro hijo de Francisco, el futuro duque Nicolás. 
Después de que muriera el hermano de Francisco, el 31 de julio de 1624, la situación se complicó; las normas finales de Enrique especificaron que Carlos sólo podría ser duque de Lorena como esposo de Nicoleta y se le llamaba príncipe consorte de Lorena. 
En noviembre de 1625, sin embargo, fue el propio Francisco el que se convirtió en gobernante de Lorena. Habiendo pretendido el ducado para sí mismo, lo obtuvo el 21 de noviembre de 1625 de los Estados Generales del ducado. 
Después de que él pagase la deuda del ducado con la tesorería, cinco años después, abdicó en favor de su hijo, a quien su esposa para entonces había puesto a un lado, y quien entonces como único duque, gobernó por derecho propio. 
En su testamento, Francisco afirmó que él "nunca había tenido ambiciones de llevar una corona en este mundo". Después de su abdicación, Francisco II asumió la administración del condado de Vaudémont. Murió menos de un año después.

### Matrimonio e hijos
Se casó con Cristina de Salm de la Casa de Salm y tuvieron descendencia:
1. Enrique de Lorena, marqués de Hattonchâtel (1602–1611) murió en la infancia.
2. Carlos de Lorena, duque de Lorena (1604–1675) se casó con Nicole de Lorena, sin descendencia; se casó (cometiendo bigamia) con Béatrice de Cusance y tuvieron descendencia.
3. Enriqueta de Lorena (1605–1660), se casó con Luis de Lorena, príncipe de Lexin, hijo de Luis II, cardenal de Guisa, sin descendencia.
4. Nicolás (1609–1670) se casó con Claudia de Lorena y tuvieron descendencia.
5. Margarita de Lorena (1615–1672), se casó con Gaston de Orleans y tuvieron descendencia.
6. Cristina de Lorena (1621–1622) murió en la infancia.

## Antepasados
|  |                                            |  |  |  |  |  |  |  |  |  |  |  |  |  |  |  |
|  | 16. Renato II de Lorena                    |  |  |  |  |  |  |  |  |  |  |  |  |  |  |  |
|  |                                            |  |  |  |  |  |  |  |  |  |  |  |  |  |  |  |
|  |                                            |  |  |  |  |  |  |  |  |  |  |  |  |  |  |  |
|  | 8. Antonio de Lorena                       |  |  |  |  |  |  |  |  |  |  |  |  |  |  |  |
|  |                                            |  |  |  |  |  |  |  |  |  |  |  |  |  |  |  |
|  |                                            |  |  |  |  |  |  |  |  |  |  |  |  |  |  |  |
|  | 17. Felipa de Güeldres                     |  |  |  |  |  |  |  |  |  |  |  |  |  |  |  |
|  |                                            |  |  |  |  |  |  |  |  |  |  |  |  |  |  |  |
|  |                                            |  |  |  |  |  |  |  |  |  |  |  |  |  |  |  |
|  | 4. Francisco I de Lorena                   |  |  |  |  |  |  |  |  |  |  |  |  |  |  |  |
|  |                                            |  |  |  |  |  |  |  |  |  |  |  |  |  |  |  |
|  |                                            |  |  |  |  |  |  |  |  |  |  |  |  |  |  |  |
|  | 18. Gilberto de Montpensier                |  |  |  |  |  |  |  |  |  |  |  |  |  |  |  |
|  |                                            |  |  |  |  |  |  |  |  |  |  |  |  |  |  |  |
|  |                                            |  |  |  |  |  |  |  |  |  |  |  |  |  |  |  |
|  | 9. Renata de Borbón                        |  |  |  |  |  |  |  |  |  |  |  |  |  |  |  |
|  |                                            |  |  |  |  |  |  |  |  |  |  |  |  |  |  |  |
|  |                                            |  |  |  |  |  |  |  |  |  |  |  |  |  |  |  |
|  | 19. Clara Gonzaga                          |  |  |  |  |  |  |  |  |  |  |  |  |  |  |  |
|  |                                            |  |  |  |  |  |  |  |  |  |  |  |  |  |  |  |
|  |                                            |  |  |  |  |  |  |  |  |  |  |  |  |  |  |  |
|  | 2. Carlos III de Lorena                    |  |  |  |  |  |  |  |  |  |  |  |  |  |  |  |
|  |                                            |  |  |  |  |  |  |  |  |  |  |  |  |  |  |  |
|  |                                            |  |  |  |  |  |  |  |  |  |  |  |  |  |  |  |
|  | 20. Juan I de Dinamarca                    |  |  |  |  |  |  |  |  |  |  |  |  |  |  |  |
|  |                                            |  |  |  |  |  |  |  |  |  |  |  |  |  |  |  |
|  |                                            |  |  |  |  |  |  |  |  |  |  |  |  |  |  |  |
|  | 10. Cristián II de Dinamarca               |  |  |  |  |  |  |  |  |  |  |  |  |  |  |  |
|  |                                            |  |  |  |  |  |  |  |  |  |  |  |  |  |  |  |
|  |                                            |  |  |  |  |  |  |  |  |  |  |  |  |  |  |  |
|  | 21. Princesa Cristina de Sajonia           |  |  |  |  |  |  |  |  |  |  |  |  |  |  |  |
|  |                                            |  |  |  |  |  |  |  |  |  |  |  |  |  |  |  |
|  |                                            |  |  |  |  |  |  |  |  |  |  |  |  |  |  |  |
|  | 5. Princesa Cristina de Dinamarca          |  |  |  |  |  |  |  |  |  |  |  |  |  |  |  |
|  |                                            |  |  |  |  |  |  |  |  |  |  |  |  |  |  |  |
|  |                                            |  |  |  |  |  |  |  |  |  |  |  |  |  |  |  |
|  | 22. Felipe I de Castilla                   |  |  |  |  |  |  |  |  |  |  |  |  |  |  |  |
|  |                                            |  |  |  |  |  |  |  |  |  |  |  |  |  |  |  |
|  |                                            |  |  |  |  |  |  |  |  |  |  |  |  |  |  |  |
|  | 11. Archiduquesa Isabel de Austria         |  |  |  |  |  |  |  |  |  |  |  |  |  |  |  |
|  |                                            |  |  |  |  |  |  |  |  |  |  |  |  |  |  |  |
|  |                                            |  |  |  |  |  |  |  |  |  |  |  |  |  |  |  |
|  | 23. Juana I de Castilla                    |  |  |  |  |  |  |  |  |  |  |  |  |  |  |  |
|  |                                            |  |  |  |  |  |  |  |  |  |  |  |  |  |  |  |
|  |                                            |  |  |  |  |  |  |  |  |  |  |  |  |  |  |  |
|  | 1. Francisco de Lorena                     |  |  |  |  |  |  |  |  |  |  |  |  |  |  |  |
|  |                                            |  |  |  |  |  |  |  |  |  |  |  |  |  |  |  |
|  |                                            |  |  |  |  |  |  |  |  |  |  |  |  |  |  |  |
|  | 24. Carlos, conde de Angulema              |  |  |  |  |  |  |  |  |  |  |  |  |  |  |  |
|  |                                            |  |  |  |  |  |  |  |  |  |  |  |  |  |  |  |
|  |                                            |  |  |  |  |  |  |  |  |  |  |  |  |  |  |  |
|  | 12. Francisco I de Francia                 |  |  |  |  |  |  |  |  |  |  |  |  |  |  |  |
|  |                                            |  |  |  |  |  |  |  |  |  |  |  |  |  |  |  |
|  |                                            |  |  |  |  |  |  |  |  |  |  |  |  |  |  |  |
|  | 25.Luisa de Saboya                         |  |  |  |  |  |  |  |  |  |  |  |  |  |  |  |
|  |                                            |  |  |  |  |  |  |  |  |  |  |  |  |  |  |  |
|  |                                            |  |  |  |  |  |  |  |  |  |  |  |  |  |  |  |
|  | 6. Enrique II de Francia                   |  |  |  |  |  |  |  |  |  |  |  |  |  |  |  |
|  |                                            |  |  |  |  |  |  |  |  |  |  |  |  |  |  |  |
|  |                                            |  |  |  |  |  |  |  |  |  |  |  |  |  |  |  |
|  | 26. Luis XII de Francia                    |  |  |  |  |  |  |  |  |  |  |  |  |  |  |  |
|  |                                            |  |  |  |  |  |  |  |  |  |  |  |  |  |  |  |
|  |                                            |  |  |  |  |  |  |  |  |  |  |  |  |  |  |  |
|  | 13. Princesa Claudia de Francia            |  |  |  |  |  |  |  |  |  |  |  |  |  |  |  |
|  |                                            |  |  |  |  |  |  |  |  |  |  |  |  |  |  |  |
|  |                                            |  |  |  |  |  |  |  |  |  |  |  |  |  |  |  |
|  | 27. Ana de Bretaña                         |  |  |  |  |  |  |  |  |  |  |  |  |  |  |  |
|  |                                            |  |  |  |  |  |  |  |  |  |  |  |  |  |  |  |
|  |                                            |  |  |  |  |  |  |  |  |  |  |  |  |  |  |  |
|  | 3. Princesa Claudia de Valois              |  |  |  |  |  |  |  |  |  |  |  |  |  |  |  |
|  |                                            |  |  |  |  |  |  |  |  |  |  |  |  |  |  |  |
|  |                                            |  |  |  |  |  |  |  |  |  |  |  |  |  |  |  |
|  | 28. Pedro II de Médici                     |  |  |  |  |  |  |  |  |  |  |  |  |  |  |  |
|  |                                            |  |  |  |  |  |  |  |  |  |  |  |  |  |  |  |
|  |                                            |  |  |  |  |  |  |  |  |  |  |  |  |  |  |  |
|  | 14. Lorenzo II de Médicis, duque de Urbino |  |  |  |  |  |  |  |  |  |  |  |  |  |  |  |
|  |                                            |  |  |  |  |  |  |  |  |  |  |  |  |  |  |  |
|  |                                            |  |  |  |  |  |  |  |  |  |  |  |  |  |  |  |
|  | 29. Alfonsina Orsini                       |  |  |  |  |  |  |  |  |  |  |  |  |  |  |  |
|  |                                            |  |  |  |  |  |  |  |  |  |  |  |  |  |  |  |
|  |                                            |  |  |  |  |  |  |  |  |  |  |  |  |  |  |  |
|  | 7. Catalina de Médicis                     |  |  |  |  |  |  |  |  |  |  |  |  |  |  |  |
|  |                                            |  |  |  |  |  |  |  |  |  |  |  |  |  |  |  |
|  |                                            |  |  |  |  |  |  |  |  |  |  |  |  |  |  |  |
|  | 30. Juan III de Auvernia                   |  |  |  |  |  |  |  |  |  |  |  |  |  |  |  |
|  |                                            |  |  |  |  |  |  |  |  |  |  |  |  |  |  |  |
|  |                                            |  |  |  |  |  |  |  |  |  |  |  |  |  |  |  |
|  | 15. Magdalena de la Tour de Auvernia       |  |  |  |  |  |  |  |  |  |  |  |  |  |  |  |
|  |                                            |  |  |  |  |  |  |  |  |  |  |  |  |  |  |  |
|  |                                            |  |  |  |  |  |  |  |  |  |  |  |  |  |  |  |
|  | 31. Juana de Borbón-Vendome                |  |  |  |  |  |  |  |  |  |  |  |  |  |  |  |
|  |                                            |  |  |  |  |  |  |  |  |  |  |  |  |  |  |  |
|  |                                            |  |  |  |  |  |  |  |  |  |  |  |  |  |  |  |

| Predecesor: Enrique I | Duque de Lorena 25 de noviembre a 1 de diciembre de 1625 | Sucesor: Carlos IV |

- Datos: Q205797
- Multimedia: Francis II, Duke of Lorraine / Q205797